# Pristinamicina
La pristinamicina è una sostanza ad attività antibiotica prodotta dallo Streptomyces pristina spiralis. È costituita da una miscela di due componenti dotati di azioni sinergiche: la pristinamicina I, che è un macrolide, e la pristinamicina II che è un depsipeptide. Pristinamicina IA e pristinamicina IIA hanno avuto un impiego piuttosto limitato, sostanzialmente a causa della loro biodisponibilità orale decisamente scarsa ed all'impossibilità di approntare formulazioni parenterali per problemi di solubilità chimica. È in fase di studio una preparazione di pristinamicina solubile in acqua.

## Farmacodinamica
L'antibiotico ha azioni e utilizzi simili a quelli della virginiamicina. Il farmaco possiede attività batteriostatica nei confronti di Gram-positivi aerobi quali staphylococcus aureus e staphylococcus epidermidis, streptococcus mitis, streptococcus sanguis, streptococcus pyogenes, streptococcus pneumoniae, e anaerobi quali Clostridium spp. Verso staphylococcus aureus pristinamicina ha dimostrato la sua efficacia anche nei confronti di ceppi meticillino-resistenti.
Il farmaco esplica la sua attività anche nei confronti di batteri Gram-negativi aerobi. In particolare tra questi ultimi sono risultati significativamente sensibili neisseria gonorrhoeae, neisseria meningitidis, bordetella pertussis, haemophilus influenzae.

L'antibiotico è inoltre attivo nei confronti di Mycoplasma spp., Clamydia e Legionella ed ha dimostrato la sua efficacia anche nei confronti di ceppi resistenti alla eritromicina.
La resistenza da pristinamicina è rara, perfino in quei paesi dove il farmaco è abitualmente usato. La resistenza può essere parziale o dissociata con macrolidi e lincosamidi.

## Farmacocinetica
Dopo somministrazione orale pristinamicina viene bene assorbita dal tratto gastrointestinale. La concentrazione plasmatica di picco, pari a 1 µg/ml viene raggiunta entro 1-2 ore dalla assunzione di una singola dose di 500 mg. L'emivita plasmatica è di 6 ore. Il legame con le proteine plasmatiche è del 40-45% (per pristinamicina I) e del 70-75% (per pristinamicina II).

La diffusione nei tessuti biologici è buona. Il farmaco non oltrepassa la barriera ematoencefalica.

L'eliminazione di pristinamicina avviene con le urine ma il metabolismo cui va incontro la molecola non è conosciuto. Una quantità rilevante di farmaco viene riscontrata anche nelle feci. È soprattutto uno dei componenti che viene eliminato per via renale, ne consegue che nella via renale non ha luogo sinergismo tra i due componenti.

## Usi clinici
L'antibiotico viene somministrato per il trattamento di infezioni da germi sensibili in ambito otorino-laringoiatrico, stomatologico, broncopolmonare, genito-urinario, cutaneo ed osteoarticolare.

## Effetti collaterali
La pristinamicina può causare disturbi gastrointestinali, in particolare glossite, dolore epigastrico, nausea, vomito e diarrea, e, raramente, vasculiti e manifestazioni cutanee.

## Controindicazioni
La pristinamicina è controindicata in caso di ipersensibilità al farmaco o alla virginiamicina.

## Dosi terapeutiche
Si somministrano 2-4 g/die in dosi refratte. Nei bambini sono stati impiegati 50–100 mg/kg/die.

## Interazioni
La somministrazione concomitante di ciclosporina e pristinamicina può comportare un aumento dei livelli plasmatici del farmaco immunosoppressore, verosimilmente per inibizione del suo catabolismo, oltreché un aumento dei livelli sierici della creatinina.